# 街とその不確かな壁
『街とその不確かな壁』（まちとそのふたしかなかべ、英語：The City and Its Uncertain Walls）は、村上春樹の15作目となる長編小説。2023年、新潮社刊。

## 出版
村上は1980年（昭和55年）に、中編小説『街と、その不確かな壁』を発表していたが、「中途半端な形」で掲載したという思いがあり、1985年（昭和60年）に『世界の終りとハードボイルド・ワンダーランド』として改作した。しかしまだ「あと2年待ちたかった」との心残りがあり、再び書き改めて完成させたのが『街とその不確かな壁』である。
2020年（令和2年）3月の初めから書き始め、約3年をかけ完成させた。村上は本作に着手した時期について「書き始めたのは20年春ごろで社会全体にコロナ禍の影響も大きかった。家に居ることが増え、自分の内面をみる傾向が強くなった。そろそろあれを書いてもいいんじゃないかと、引き出しの奥から引っ張り出してきた。時期が来たな、という感覚がありました」と振り返っている。2023年（令和5年）4月13日に、新潮社で刊行された。
本作は、村上の長編小説としては初めて電子書籍版が紙版と同時発売された。2025年（令和7年）4月23日に新潮文庫（上・下）で文庫化された。

## 登場人物

### 現実の世界
ぼく(僕)
物語の主人公。高校三年生。海に近い静かな郊外住宅地に住んでいる。高校卒業後、東京の私立大学へ進学。一留後、書籍取次会社へ就職。のち福島県の山間部にあるZ**町の図書館館長へ転職する。司書資格は所持していない。
きみ(君)
私立の女子校に通い、主人公より一つ年下で高校生エッセイ・コンクールで知り合いになる初恋の女の子。
添田さん
10年前から図書館の司書を行っている30代の女性。長野県松本市出身。夫は福島県郡山市出身でZ**町の公立小学校教員。僕と共に子易辰也と話すことのできる人物で実質的な図書館運営を担当している。
子易辰也
図書館の前館長。家は代々造り酒屋を営んでいる素封家で、妹が一人おり結婚して遠い町に住んでいる。東京の私立大学へ進学し経済学を学ぶが若い頃は文芸作家を志していた。父親が脳梗塞で倒れたため帰郷し家の酒造業を継ぐ。35歳で結婚。ベレー帽とスカートを愛用している。図書館とその運営費を寄付している。
子易観理
子易辰也の妻。町に住む子易の知人の姪で東京出身。ミッション系の女子大の仏文科出身。大使館の秘書をしており結婚後も仕事をしばらくは続けていた。犬の毛アレルギーを持つ。
子易森(しん)
子易夫妻の長男。尚、女の子が生まれてきた場合は「林(りん)」という名前にする予定だった。
イエロー・サブマリンの少年(M**くん)
16歳で中学を卒業した後高校へ進学せずほぼ毎日図書館で本を読み漁っている。サヴァン症候群の気が見られる。無口で普段は筆談とジェスチャーのみ。生年月日から曜日を当てることが出来る技能を持っている。
イエロー・サブマリンの少年の父親
地元で幼稚園や学習塾経営、成人向け教室ビジネスなど教育事業を手広く行っている。
イエロー・サブマリンの少年の母親
家族の中で唯一少年と少し会話をしている。
イエロー・サブマリンの少年の長兄
東京の大学を卒業した民事弁護士。
イエロー・サブマリンの少年の次兄
現在東京の大学の医学部在籍中。外科医の脳神経外科志望だが精神医学にも興味を持っている。
コーヒーショップの女店員
北海道札幌市出身の36歳くらいの女性。札幌の女子大を卒業後地元の銀行へ就職。高校時代の同級生と結婚していたが離婚し、Z**町へ移住しコーヒーショップを開業。
小松
福島県の不動産屋に勤めている中年男。僕に家を案内してくれる。
大木
取次会社時代、図書館関係の部署にいた大学の三年後輩。僕にいくつか図書館関係の仕事を紹介する。

### 壁で囲まれている世界
私
どこからか街へ来て影を捨て街に住んでいる。図書館で夢読みの仕事を行っている。
影
ぼくが街へ入るときに引き剥がされ、街と外の世界の中間地点である「影の囲い場」に住み門番の仕事の手伝いをしている。
門衛
門の開閉や死んだ獣たちを焼く仕事をしている門番。唯一街の外へ出ることを許され、林檎を取っては街の人々に分け与えている。
女の子
図書館で夢読みの手伝いをしてくれている女の子。かつては影を持っていた。
老人
ぼくの生活の世話を焼いてくれている元軍人。
イエロー・サブマリンの少年
図書館で僕から夢読みの仕事を引き継ぐ。